# Stoewer
Stoewer – niemieckie przedsiębiorstwo przemysłu maszynowego i motoryzacyjnego działające w Szczecinie w latach 1858–1945, produkujące m.in. samochody.

## Historia
Historia przedsiębiorstwa sięga roku 1857, kiedy to młody mechanik Bernhard Stoewer (1834–1908) założył w Gryfinie niewielki warsztat mechaniczny. W następnym roku przeniósł się do Szczecina, na Breite Straße 11 (obecnie ul. Wyszyńskiego) i zaczął specjalizować się w naprawie, a następnie produkcji maszyn do szycia. Przedsiębiorstwo sukcesywnie się rozwijało (w 1858 Stoewer zatrudniał 3 mechaników i wyprodukował 3 maszyny do szycia, w 1860 r. zatrudnienie wzrosło do 11 osób, a produkcja do 30 szt.). W 1872 Bernhard Stoewer rozpoczął budowę nowego zakładu w rejonie obecnych ulic: Niemcewicza i Krasińskiego. Po zakończeniu inwestycji zatrudnienie wzrosło do 250 osób, a asortyment powiększył się o pralki i wyżymaczki. W 1893 rozpoczęto produkcję rowerów. Pieczę nad tą gałęzią produkcji Bernhard Stoewer powierzył swoim synom: Bernhardowi juniorowi (1875–1937) i Emilowi (1873–1942). Ponieważ synowie doskonale wywiązywali się z powierzonych im zadań, Bernhard Stoewer (senior) w 1899 roku przekazał im nowo wybudowaną fabrykę przy obecnej al. Wojska Polskiego, w której uruchomiono produkcję samochodów. Produkcja ta stale się rozwijała i wzbogacała o nowe modele pojazdów (patrz tabela poniżej).
Okres początkowych lat XX w. (do wybuchu I wojny światowej) był dla Stoewerów bardzo korzystny: w 1903 w zakładach przy ul Krasińskiego rozpoczęto produkcję maszyn do pisania, a produkowane w fabryce przy al. Wojska Polskiego samochody eksportowano nawet do Australii i Ameryki Południowej. Koniunkturę przerwał wybuch I wojny światowej, a następnie wielki kryzys z lat 1929–1933. W jego wyniku, w 1931, zamknięta została fabryka przy ul. Krasińskiego. Ogółem, podczas całego okresu jej istnienia, wyprodukowano w niej ok. 2 mln maszyn do szycia, 250 tys. rowerów i 134 tys. maszyn do pisania.
Z kryzysem musiały zmagać się także zakłady przy al. Wojska Polskiego. Nastąpiły w nich daleko idące zmiany w zarządzie fabryki, w którym zaczęli dominować działacze związani z NSDAP (m.in. gauleiter Franz Schwede-Coburg), a bracia Stoewerowie zrezygnowali z kierowniczych stanowisk w firmie (w 1932 i 1934 r.) i wyjechali ze Szczecina. Sytuacja fabryki poprawiła się w połowie lat trzydziestych dzięki zwiększającym się zamówieniom na pojazdy wojskowe. Przedsiębiorstwo stało się głównym producentem lekkich standardowych samochodów terenowych (Leichter geländegängiger PKW). Od 1942 produkowano już tylko pojazdy wojskowe, zatrudniając wielu robotników przymusowych i jeńców wojennych. W 1944 zakłady zostały zbombardowane przez alianckie lotnictwo, co spowodowało zawieszenie produkcji. Ogółem, w latach 1897–1945, w zakładach zbudowano 39,6 tys. różnych pojazdów.
Po II wojnie światowej na terenie dawnych zakładów Stoewera przy al. Wojska Polskiego uruchomiono Szczecińską Fabrykę Motocykli słynącą z produkcji Junaków (w późniejszym okresie nazwę przedsiębiorstwa zmieniono na: Fabryka Mechanizmów Samochodowych „Polmo”).
Po wojnie prywatne muzeum Stoewera, liczące 1022 eksponatów, znajdowało się w Niemczech w Wald-Michelbach. Jego kolekcja została sprzedana w 2019 roku i trafiła do Muzeum Techniki i Komunikacji w Szczecinie.
W czasie swego istnienia firma Stoewer kilkakrotnie zmieniała nazwę:
| Od      | Nazwa oryginalna                                                              | Nazwa przetłumaczona                                                               |
| ------- | ----------------------------------------------------------------------------- | ---------------------------------------------------------------------------------- |
| 1872 r. | Nähmaschinen-Fabrik und Eisengießerei von Bernhard Stoewer, Stettin Grünhof   | Maszyny do szycia – fabryka i odlewnia żelaza Bernharda Stoewera, Szczecin Grünhof |
| 1896 r. | Nähmaschinen und Fahrräder – Fabrik Bernhard Stoewer Actiengessellschaft      | Fabryka maszyn do szycia i rowerów Bernharda Stoewera. Spółka akcyjna              |
| 1899 r. | Gebrüder Stoewer. Fabrik für Motorfahrzeuge und Fahrradbstandendteile Stettin | Bracia Stoewer. Fabryka rowerów i pojazdów silnikowych                             |
| 1916 r. | Auto-Stoewer-Werke-AG                                                         |                                                                                    |

## Modele samochodów osobowych
| Model                         | Lata produkcji | Cylindry | Pojemność  | Moc (HP)     | V max        |
| ----------------------------- | -------------- | -------- | ---------- | ------------ | ------------ |
| 10 PS                         | 1901–1902      | 2        | 1527 cm³   | 18 (13,2 kW) | 50 km/h      |
| 8/14 PS                       | 1902–1905      | 2        | 1527 cm³   | 14 (10,3 kW) | 50 km/h      |
| 20 PS                         | 1904–1905      | 4        | 7946 cm³   | 45 (33 kW)   | 85 km/h      |
| P4 (11/22 PS)                 | 1905–1910      | 4        | 3054 cm³   | 22 (16,2 kW) | 70 km/h      |
| P2 (9/12 PS)                  | 1906–1907      | 2        | 2281 cm³   | 16 (11,8 kW) | 55 km/h      |
| P4-1 (24/36 PS)               | 1906–1910      | 4        | 5880 cm³   | 40 (29 kW)   | 80 km/h      |
| P6 (34/60 PS)                 | 1906–1911      | 6        | 8820 cm³   | 60 (44 kW)   | 95 km/h      |
| G4 (6/12 PS)                  | 1907–1911      | 4        | 1500 cm³   | 12 (8,8 kW)  | 60 km/h      |
| PK4 (11/20 PS)                | 1909–1912      | 4        | 2544 cm³   | 20 (14,7 kW) | 70 km/h      |
| C1 (6/18 PS)                  | 1909–1915      | 4        | 1546 cm³   | 18 (13,2 kW) | 70 km/h      |
| B1 (6/16 PS)                  | 1910–1912      | 4        | 1556 cm³   | 16 (11,8 kW) | 65 km/h      |
| B6 (9/22 PS)                  | 1912–1914      | 4        | 4900 cm³   | 45 (33 kW)   | 95 km/h      |
| C2 (10/28 PS)                 | 1913–1914      | 4        | 2412 cm³   | 28 (20,6 kW) | 75 km/h      |
| C5 (6/18 PS)                  | 1915–1919      | 4        | 1546 cm³   | 15 (11 kW)   | 70 km/h      |
| D2 (6/18 PS)                  | 1919–1920      | 4        | 1593 cm³   | 18 (13,2 kW) | 70 km/h      |
| D6 (19/55 PS)                 | 1919–1921      | 6        | 4960 cm³   | 55 (40 kW)   | 100 km/h     |
| D7 (42/120 PS)                | 1919–1921      | 6        | 11 160 cm³ | 120 (88 kW)  | 160 km/h     |
| D3 (8/24 PS)                  | 1920–1923      | 4        | 2120 cm³   | 24 (17,6 kW) | 70 km/h      |
| D5 (12/36 PS)                 | 1920–1923      | 6        | 3107 cm³   | 36 (26,5 kW) | 80 km/h      |
| D9 (8/32 PS)                  | 1923–1924      | 4        | 2290 cm³   | 32 (23,5 kW) | 90 km/h      |
| D12 (12/45 PS)                | 1923–1924      | 6        | 3107 cm³   | 45 (33 kW)   | 100 km/h     |
| D10 (10/50 PS)                | 1924–1925      | 4        | 2580 cm³   | 50 (37 kW)   | 120 km/h     |
| D9V (9/32 PS)                 | 1925–1927      | 4        | 2290 cm³   | 32 (23,5 kW) | 90 km/h      |
| D12V (13/55 PS)               | 1925–1928      | 6        | 3386 cm³   | 55 (40 kW)   | 100 km/h     |
| F6 (6/30 PS)                  | 1927–1928      | 4        | 1570 cm³   | 30 (22 kW)   | 70 km/h      |
| 8 Typ S 8 (8/45 PS)           | 1928           | 8        | 1999 cm³   | 45 (33 kW)   | 85 km/h      |
| 8 Typ G 14 (14/70 PS)         | 1928           | 8        | 3633 cm³   | 70 (51 kW)   | 100 km/h     |
| 8 Typ S 10 (10/50 PS)         | 1928–1930      | 8        | 2464 cm³   | 50 (37 kW)   | 90 km/h      |
| Gigant G 15 K (15/80 PS)      | 1928–1933      | 8        | 3974 cm³   | 80 (59 kW)   | 110 km/h     |
| Gigant G 15 (15/80 PS)        | 1928–1933      | 8        | 3974 cm³   | 80 (59 kW)   | 100 km/h     |
| Repräsentant P 20 (20/100 PS) | 1930–1933      | 8        | 4906 cm³   | 100 (74 kW)  | 120 km/h     |
| Marschall M 12 (12/60 PS)     | 1930–1934      | 8        | 2963 cm³   | 60 (44 kW)   | 90 km/h      |
| V 5                           | 1931–1932      | 4 V      | 1168 cm³   | 25 (18,4 kW) | 80 km/h      |
| V 5 Sport                     | 1931–1932      | 4 V      | 1168 cm³   | 30 (22 kW)   | 100 km/h     |
| R 140                         | 1932–1933      | 4        | 1355 cm³   | 30 (22 kW)   | 85–105 km/h  |
| R 140                         | 1933–1934      | 4        | 1466 cm³   | 30 (22 kW)   | 85–105 km/h  |
| R 150                         | 1934–1935      | 4        | 1466 cm³   | 35 (25,7 kW) | 90–110 km/h  |
| Greif V8                      | 1934–1937      | 8 V      | 2489 cm³   | 55 (40 kW)   | 110 km/h     |
| R 180                         | 1935           | 4        | 1769 cm³   | 45 (33 kW)   | 105 km/h     |
| Greif V8 Sport                | 1935–1937      | 8 V      | 2489 cm³   | 57 (42 kW)   | 120 km/h     |
| Greif Junior                  | 1936–1939      | 4        | 1484 cm³   | 34 (25 kW)   | 100 km/h     |
| Sedina                        | 1937–1940      | 4        | 2406 cm³   | 55 (40 kW)   | 110 km/h     |
| Arkona                        | 1937–1940      | 6        | 3610 cm³   | 80 (59 kW)   | 120–140 km/h |

## Galeria

"
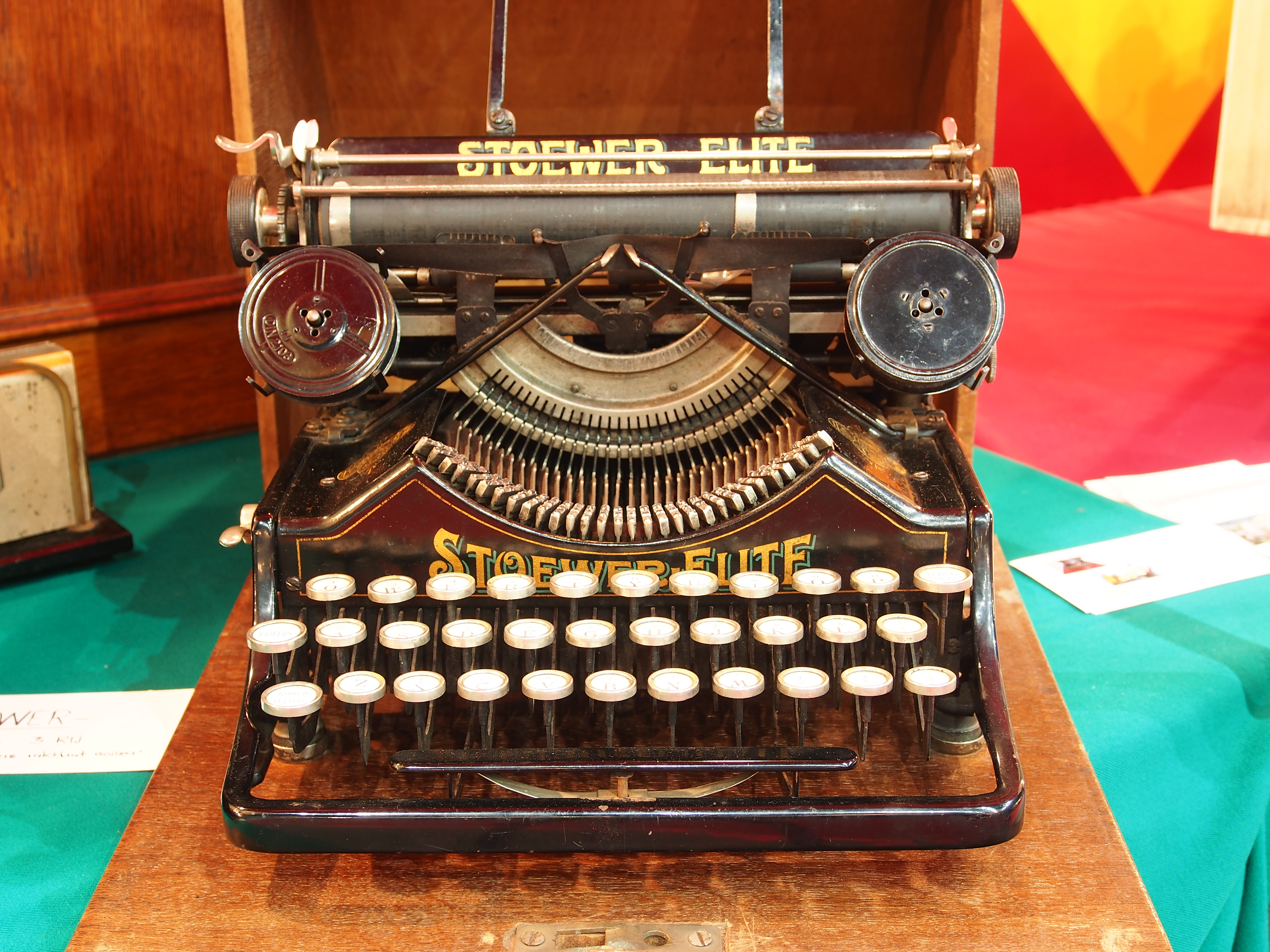
Maszyna do pisania Stoewer
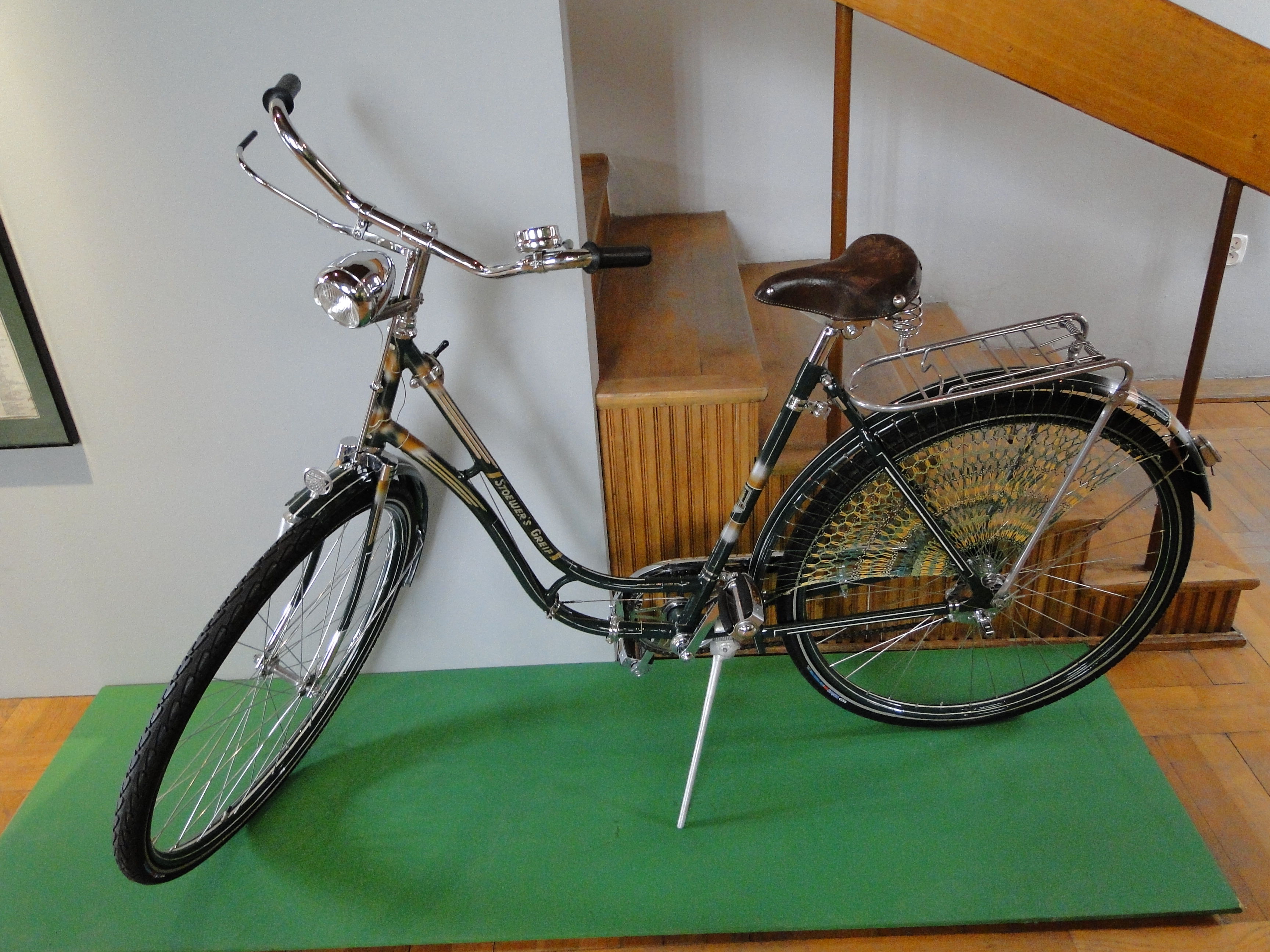
Rower Stoewer Greif
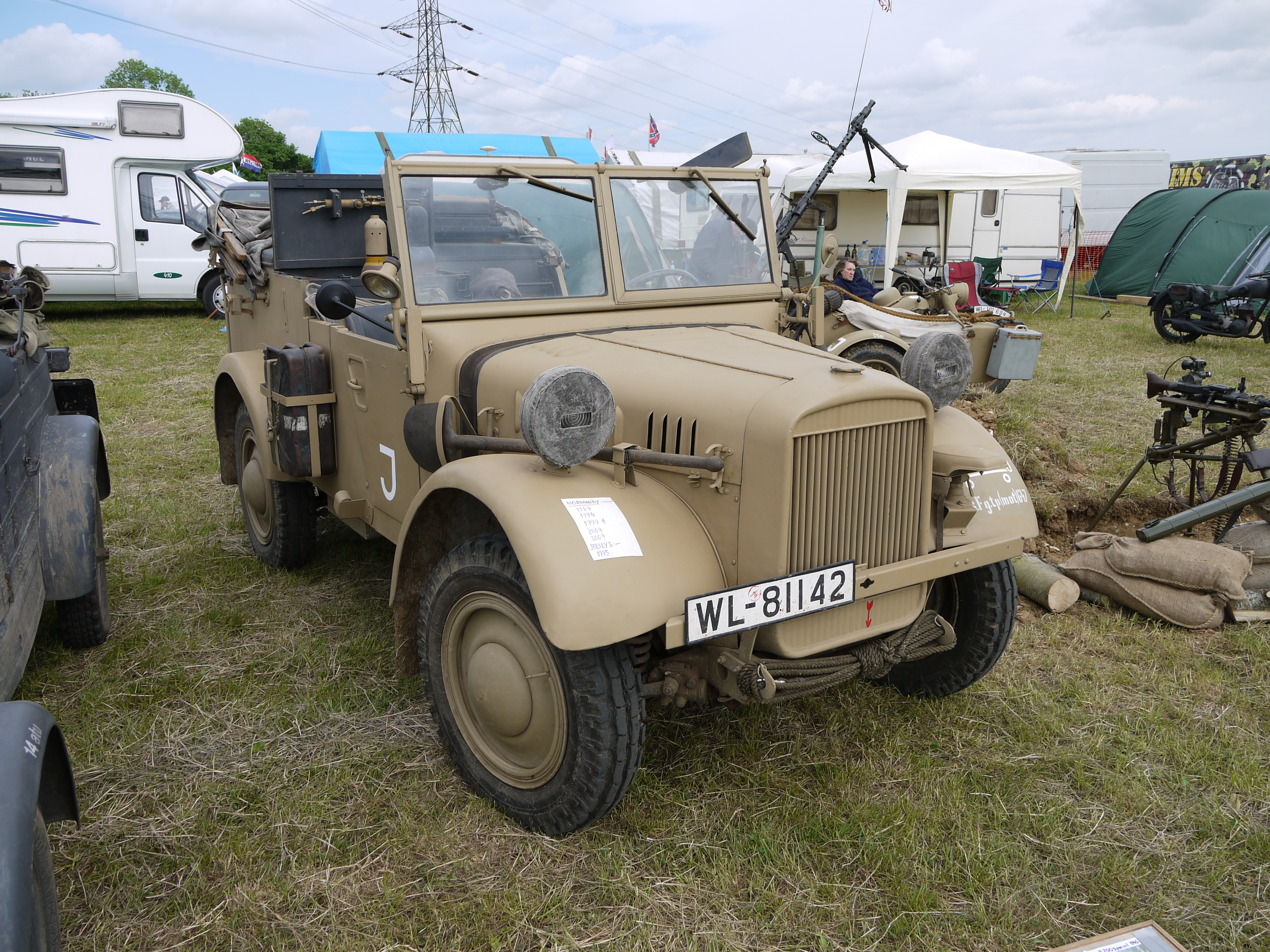
Pojazd wojskowy Stoewer R 200